# Hessen (Schiff, 1992)
Das Fahrgastschiff Hessen wurde 1992 bei der Schiffswerft Oberwinter in Oberwinter gebaut. Es lief mit der Baunummer 112 vom Stapel und hat eine besondere Bauform. Der einem Schubleichter ähnliche Vorsteven ermöglicht die Aufnahme einer Bugrampe und damit das Anlanden an nicht ausgebauten Anlegestellen.

## Geschichte
Die Hessen entstand im Auftrag der Stadtwerke Bad Karlshafen 1992 nach den Vorstellungen des früheren Bürgermeister von Bad Karlshafen Hans-Christian Wehmeier. Ursprünglich sollte der Schiffsname Großherzogin von Hessen lauten. Mit dem Schiff werden ab dem Anleger An der Schlagd in Bad Karlshafen Linienfahrten nach Hannoversch Münden durchgeführt. Angeboten werden auch ganzjährige Charterfahrten jeglicher Art.

## Das Schiff
Das etwa 34 Meter lange und 8,20 Meter breite Schiff hat nur einen mittleren Tiefgang von 58 Zentimetern (s. Personenschifffahrt auf der Oberweser). Angetrieben wird es von zwei Dieselmotoren mit einer Leistung von je 200 kW. Zur Verbesserung der Manövrierfähigkeit stehen auf jeder Schiffsseite je ein Bugstrahlruder zur Verfügung. Im Jahre 2006 wurde die Hessen mit zwei neuen Hauptmotoren ausgestattet, die etwa der Abgasnorm Euro 4 entsprechen. Jeder Motor leistet 200 Kilowatt. Zugelassen ist das Schiff für die Beförderung von maximal 250 Personen. Im Salon der Hessen befinden sich 100 Sitzplätze, auf dem überdachten Oberdeck stehen noch einmal 100 Plätze zur Verfügung. Das Freideck hat 50 Plätze.